# 卞一
卞 一（ピョン・イル、朝鮮語: 변일、生没年不詳）は、日本統治時代の朝鮮のジャーナリスト。別名は卞 栄憲（ピョン・ヨンホン、변영헌/卞榮憲）。

## 生涯
生年は不明である。1907年に帝国新聞の主筆としてジャーナリスト界隈に登場した。 その後、大韓毎日新報の記者や家庭雑誌社の総務、大同日報の編集部長を務めた。
1910年10月22日から1915年1月29日まで毎日新報の発行者兼編集者を務め、1921年にはいっとき朝鮮商工新聞の主幹を務めた。1938年には毎日新報の創刊34周年記念行事に出席し、発言した記録が残っているが、没年は不明である。2006年、親日反民族行為真相糾明委員会が発表した親日反民族行為106人名簿の中で言論部門に選ばれた。 2008年に発表された民族問題研究所の親日人名辞典収録予定者名簿のうち、マスコミ・出版部門にも含まれている。